# Nuncjusze apostolscy w Ugandzie
Nuncjusze apostolscy w Ugandzie – nuncjusze apostolscy w Ugandzie są reprezentantami Stolicy Apostolskiej przy rządzie Ugandzie. Nuncjatura apostolska mieści się w Kampali przy Mbuya Hill, Chwa II Road. 

## Nuncjusze apostolscy w Ugandzie
| lp. | lata      | nuncjusz            | kraj pochodzenia  |
| --- | --------- | ------------------- | ----------------- |
| 1   | 1967–1969 | Amelio Poggi        | Włochy            |
| 2   | 1969–1975 | Luigi Bellotti      | Włochy            |
| 3   | 1975–1981 | Henri Lemaître      | Belgia            |
| 4   | 1982–1990 | Karl-Josef Rauber   | Niemcy            |
| 5   | 1990–1999 | Luis Robles Díaz    | Meksyk            |
| 6   | 1999–2007 | Christophe Pierre   | Francja           |
| 7   | 2007–2012 | Paul Tschang In-Nam | Korea Południowa  |
| 8   | 2013–2018 | Michael Blume       | Stany Zjednoczone |
| 9   | 2018–2025 | Luigi Bianco        | Włochy            |
| -   | od 2025   | wakat               | -                 |

## Źródła zewnętrzne
- Krótka nota na Catholic-Hierarchy (ang.)